# Житомирский, Александр Моисеевич
Александр Моисеевич Житомирский (8 марта 1906, Черкассы, Киевская губерния — 1 января 1970, Псков) — советский театральный художник.

## Биография
Родился 8 марта 1906 года в Черкассах.
С 1930 по 1934 год учился в мастерской Анатолия Петрицкого в Киевском художественном институте. До конца 1930-годов участвовал в оформлении улиц Киева к революционным датам.
Как театральный художник участвовал в оформлении постановок Златоустовском драматическом театре, где выполнил спектакли «Последняя жертва» А. Островского (1943) и «Русские люди» К. Симонова (1945).
С 1947 по 1948 год преподавал в Симферопольском художественном училище. В Крымском областном драматическом театре им. А. М. Горького оформлял спектакли «Сказка о правде» по М. Алигер (1947) и «Хождение по мукам» по А. Толстому (1949). В 1954 году выполнил спектакли «Отелло» У. Шекспира и «Лесная песня» Леси Украинки в Государственном русском драматическом театре в Бишкеке.
После, работал в Русском академическом театре драмы Башкортостана в Уфе, где оформил спектакли «Океан» А. Штейну (1961), «Игра без правил» Штейна (1962), «Маскарад» М. Лермонтова (1963), «Миры, человек» И. Соболева (1964), «Чти отца своего» В. Лавренева (1965) и «Угрюм-река» по В. Шишкову (1968). В Псковском академическом театре драмы имени А. С. Пушкина участвовал в оформлении постановок «Традиционный сбор» В. Розова (1967) и «Королевский брадобрей» А. Луначарского (1968).
Скончался 1 января 1970 года во Пскове.